# گورخر (قوچان)
گورخر (قوچان)، روستایی از توابع بخش مرکزی شهرستان قوچان در استان خراسان رضوی ایران است.

## جمعیت
این روستا در دهستان دوغائی قرار دارد و براساس سرشماری مرکز آمار ایران در سال ۱۳۸۵، جمعیت آن زیر سه خانوار بوده‌است.